# Yates Glacier
Yates Glacier är en glaciär i Antarktis. Den ligger i Västantarktis. Argentina, Chile och Storbritannien gör anspråk på området. Yates Glacier ligger 689 meter över havet.
Terrängen runt Yates Glacier är huvudsakligen kuperad, men västerut är den platt. Terrängen runt Yates Glacier sluttar brant österut. Trakten är obefolkad. Det finns inga samhällen i närheten.